# Disley
Disley is een civil parish in de unitary authority Cheshire East, in het Engelse graafschap Cheshire. De plaats telt 4294 inwoners.